# Chiesa di San Tomà

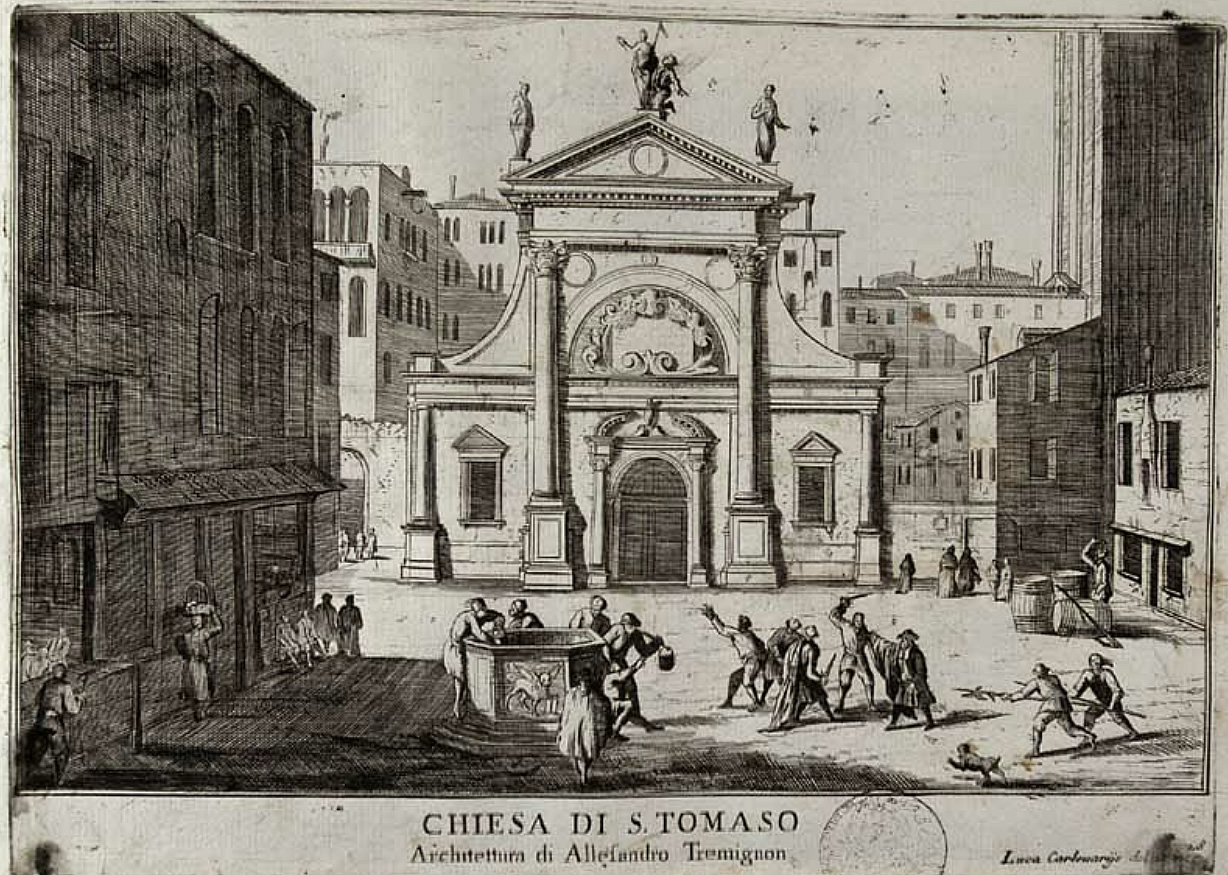
La chiesa di San Tomà prima del completamento dell'apparato scultoreo, si noti che sono rappresentate solo le tre statue del Cabianca sopra il timpano, incisione da Luca Carlevarijs, Le fabriche, e vedute di Venetia…, 1703

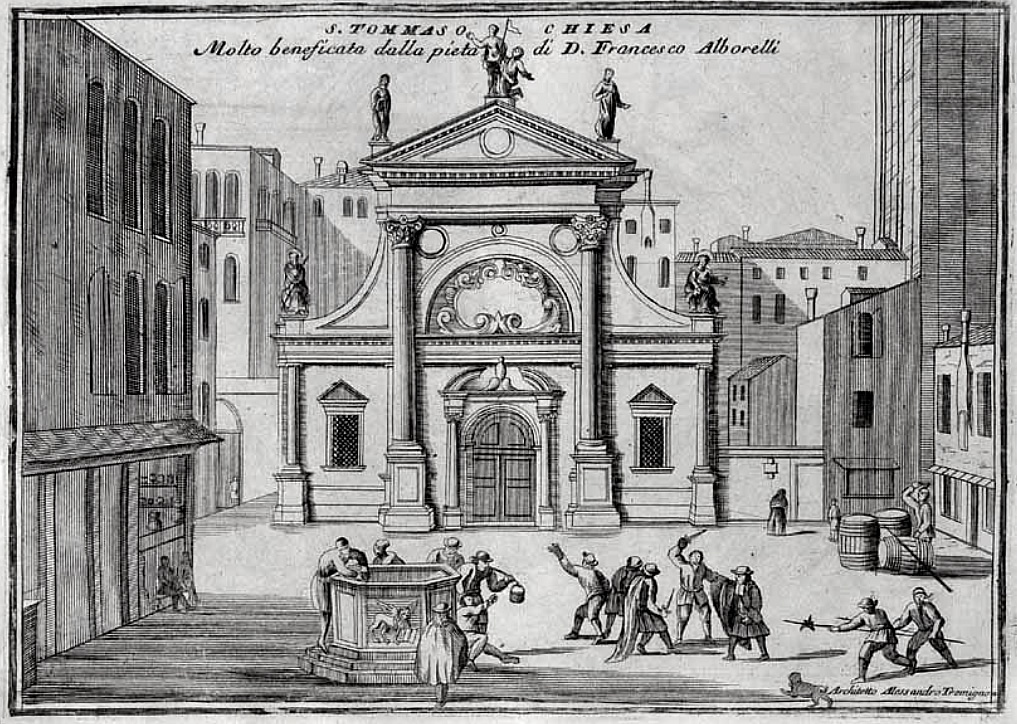
La chiesa di San Tomà prima della ricostruzione settecentesca, si noti che sopra le ali sono state aggiunte le due statue del Callalo che verranno riposizionate nelle nicchie di facciata, incisione da Vincenzo Coronelli, Singolarità di Venezia e del serenissimo suo dominio, 1709

La chiesa di San Tomà, veneziano per san Tommaso, è un edificio religioso di Venezia, situato nel sestiere di San Polo, in campo San Tomà, di fronte alla scoletta dei Calegheri.

## Storia
La chiesa di San Tomà, fu all'inizio eretta sotto il titolo dei Santi Sergio e Bacco nel 973 con un annesso convento di suore probabilmente Benedettine. Subì una prima ristrutturazione nel 1395. Nel 1538 fu ricostruita a tre navate, dedicata a San Tommaso e affidata al clero secolare divenendo parrocchiale. Nel 1652, sulla base di un progetto iniziale forse di Baldassare Longhena ma realizzato da Giuseppe Sardi, fu costruita una nuova facciata. Tra fine del Seicento e l'inizio del Settecento fu ornata sulla sommità con cinque statue. A partire dal 1742 si dovette demolire l'edificio pericolante che fu rifatto con una facciata stile classicheggiante dall'architetto Francesco Bognolo, riposizionando l'apparto scultoreo originale.
Nel 1810 la funzione di parrocchiale passò ai Frari e la chiesa rimase chiusa per alcuni anni, nel 1836 fu concessa ai Padri Conventuali che nel 1840 costruirono, affiancata al fondo della chiesa sulla destra una cappella a pianta ellittica destinata a raccogliere le reliquie delle chiese soppresse. Nel 1867 passò al demanio statale ma continuò ad essere accessibile come oratorio.
Da molti anni la chiesa è chiusa al pubblico in quanto utilizzata dal centro neocatecumenale diocesano del Patriarcato di Venezia.

## Descrizione
Al culmine del timpano sulla facciata classicheggiante è il gruppo scultoreo dell'Incredulità di San Tommaso ed ai fianchi San Pietro e San Giacomo, tutte realizzate tra il 1696 ed il 1699 da Francesco Cabianca e ricollocate dopo la riedificazione. Mentre sono state spostate nelle nuove nicchie le successive due statue attribuite a Paolo Callalo (1706/1707) che all'origine erano poste sopra gli estremi spigoli delle ali della chiesa. Sopra la porta del lato destro è il sarcofago di Giovanni Priuli, residuo di un più grande monumento del 1375, e murato sul lato sinistro è murata la grande lunetta ogivale rappresentante a bassorilievo una Madonna venerata da confratelli proveniente da un ignoto portale tardo medievale demolito.
L'interno è ad unica navata ed il soffitto è affrescato da Jacopo Guarana con il Martirio di san Tommaso all'interno delle quadrature di Giuseppe Moretti. Sul primo altare a destra è al pala della Madonna e Santi di Vincenzo Guarana e sul terzo la Visitazione della Vergine di Pietro Tantini (1792). Nel presbiterio troviamo alcune opere provenienti dalla struttura originaria: sull'altare maggiore la pala Incredulità di san Tommaso di Antonio Zanchi è affiancata dalle statue di San Pietro e San Tommaso opera di Gerolamo Campagna (1616). Sulla sinistra il secondo altare è quello che apparteneva alla vicina Scuola dei Calegheri: la pala San Marco guarisce il calzolaio Aniano è di Giovanni Fazioli (1789 o ante) e fu posta in sostituzione di un dipinto di Palma il Giovane.

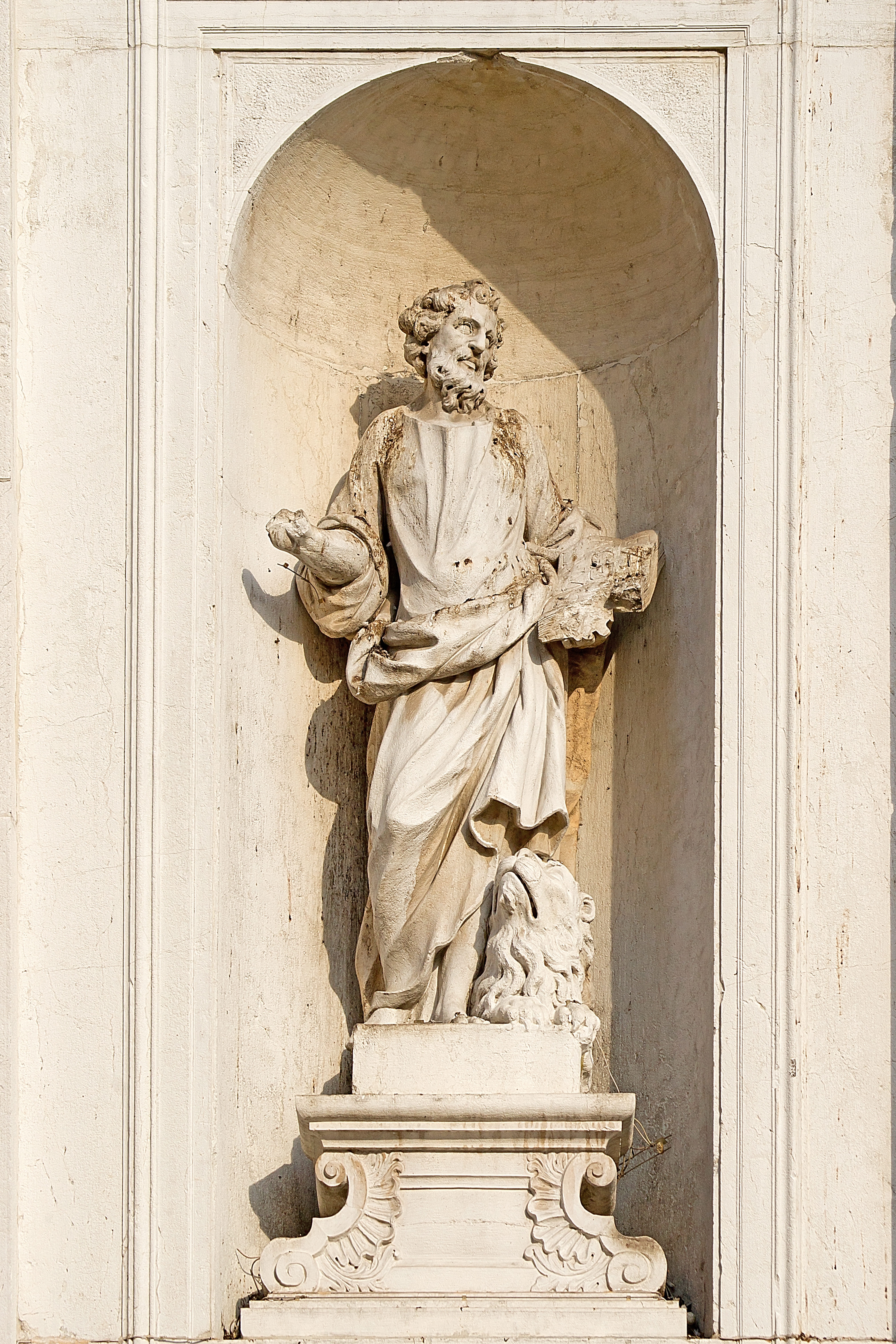
Facciata: Paolo Callalo, San Marco, 1706-1707
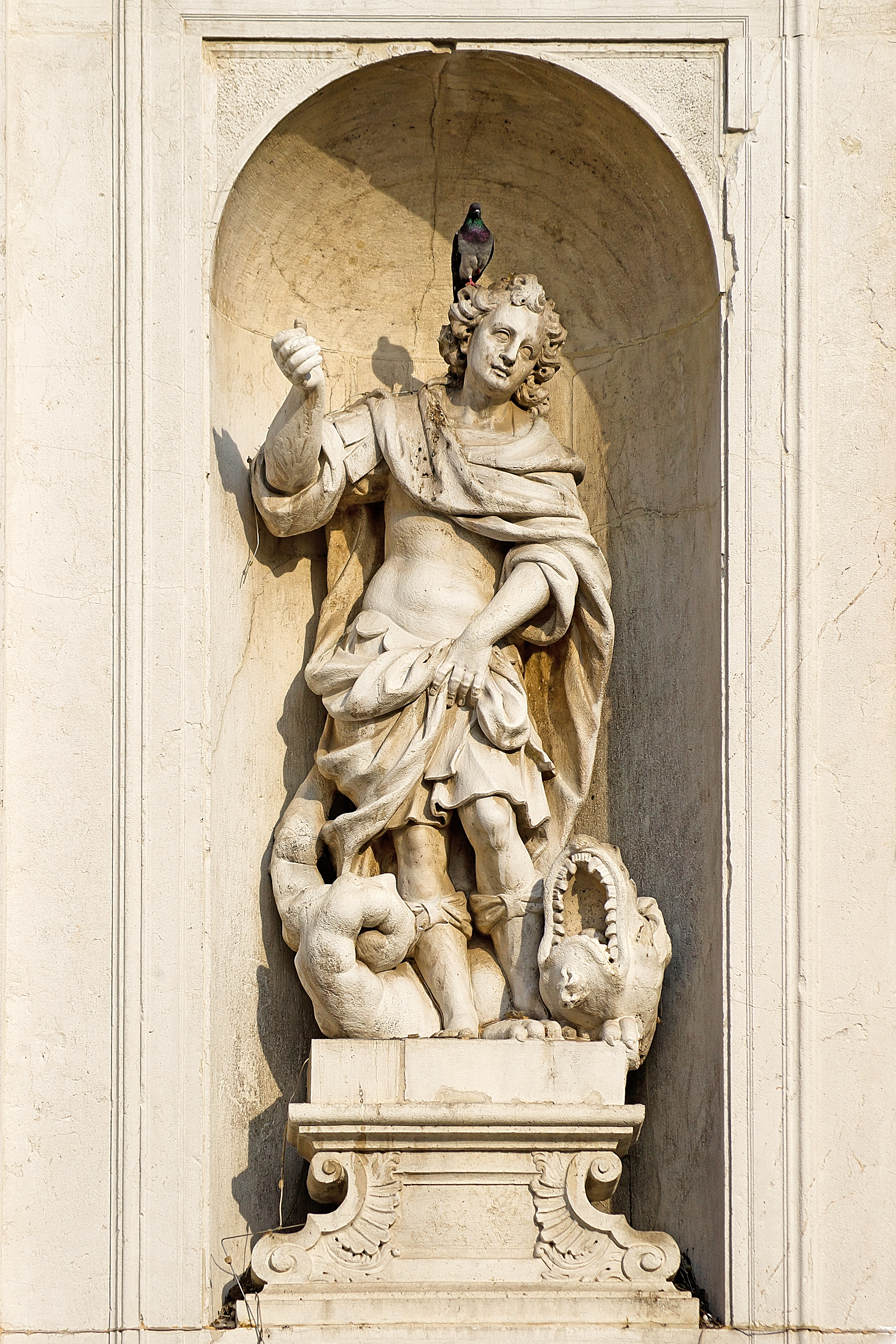
Facciata: Paolo Callalo, San Teodoro, 1706-1707
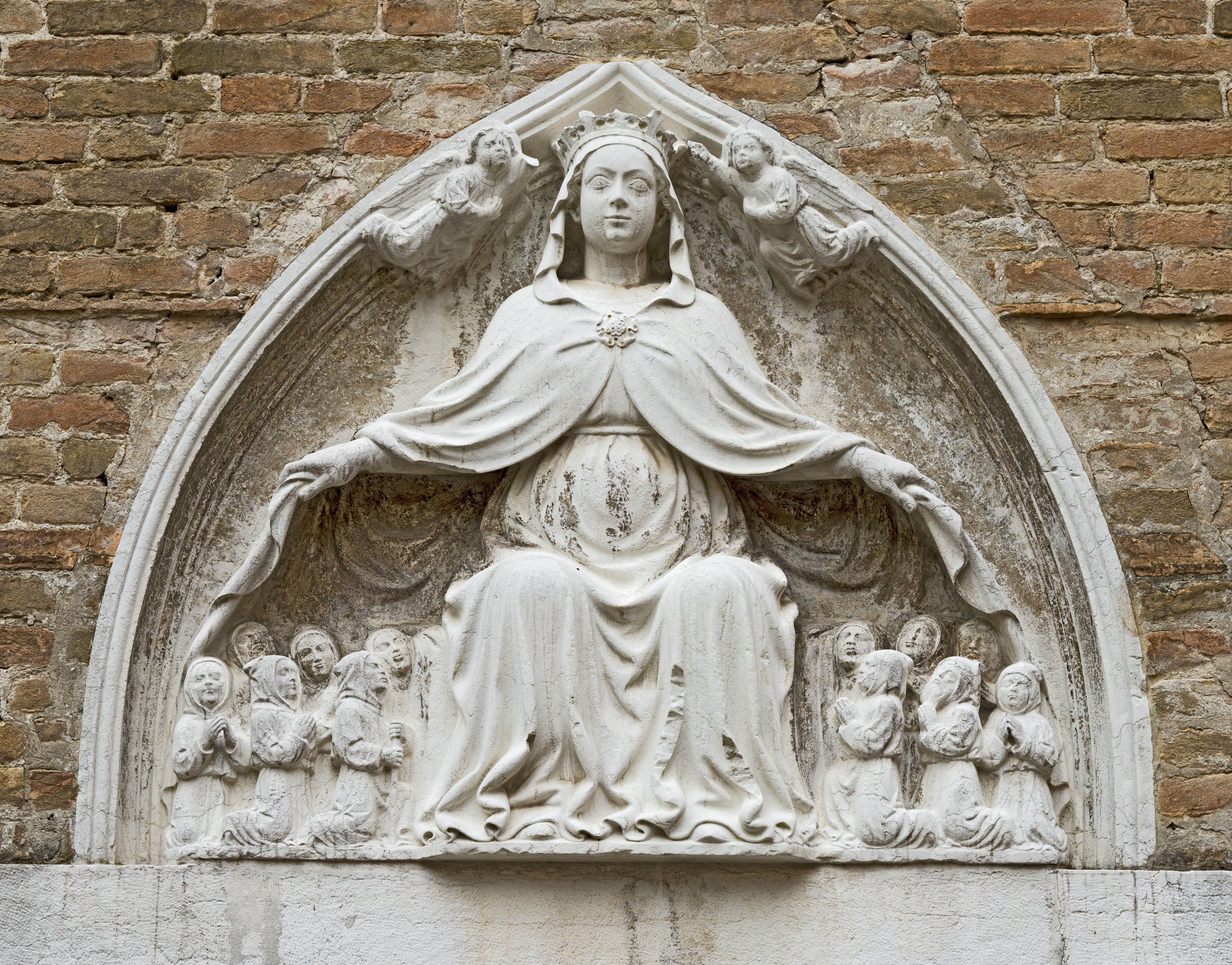
Fianco esterno sinistro: bassorilievo con Madonna e confratelli in venerazione
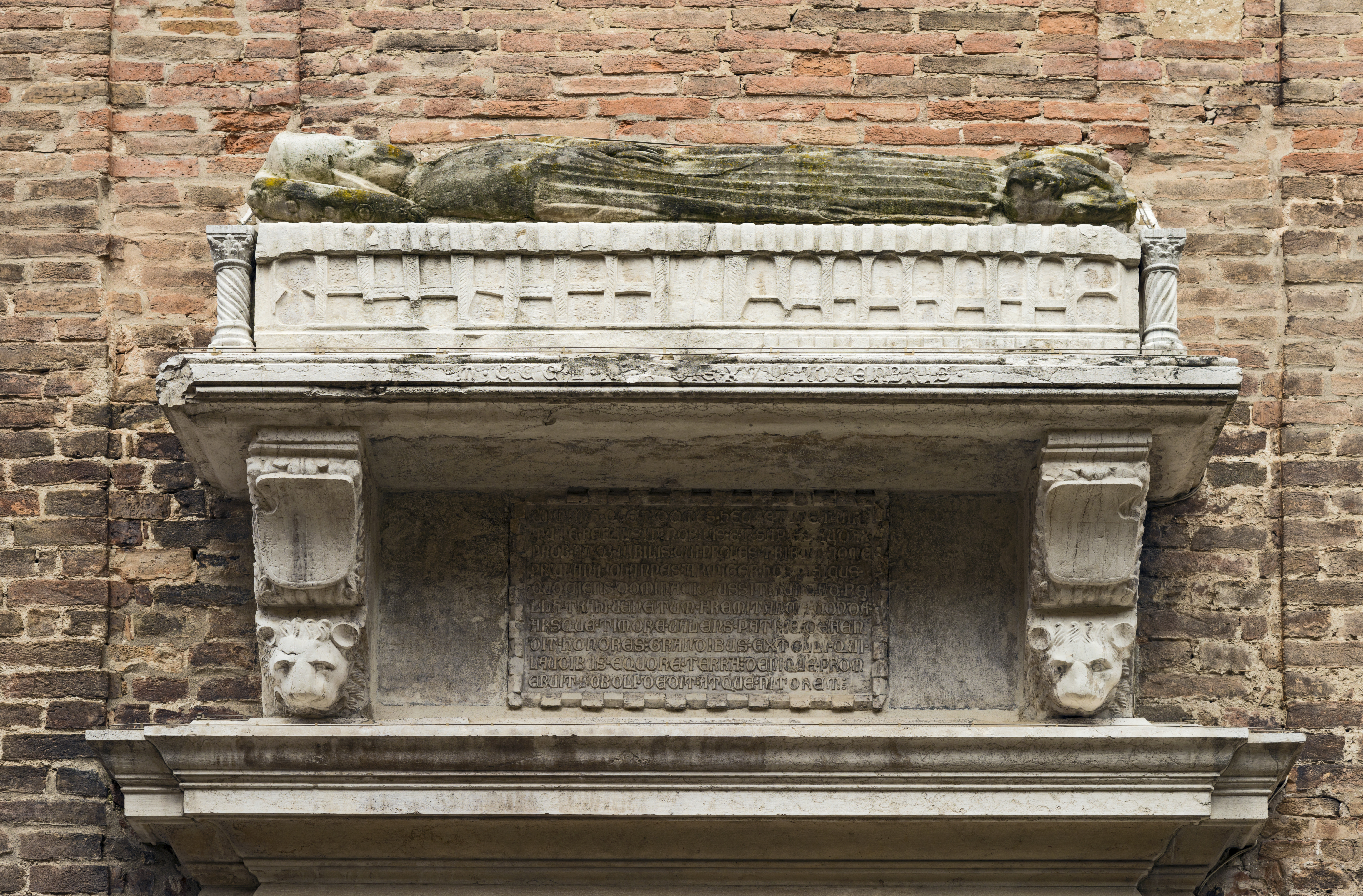
Fianco esterno destro: resti del monumento sepolcrale di Giovanni Priuli, 1375
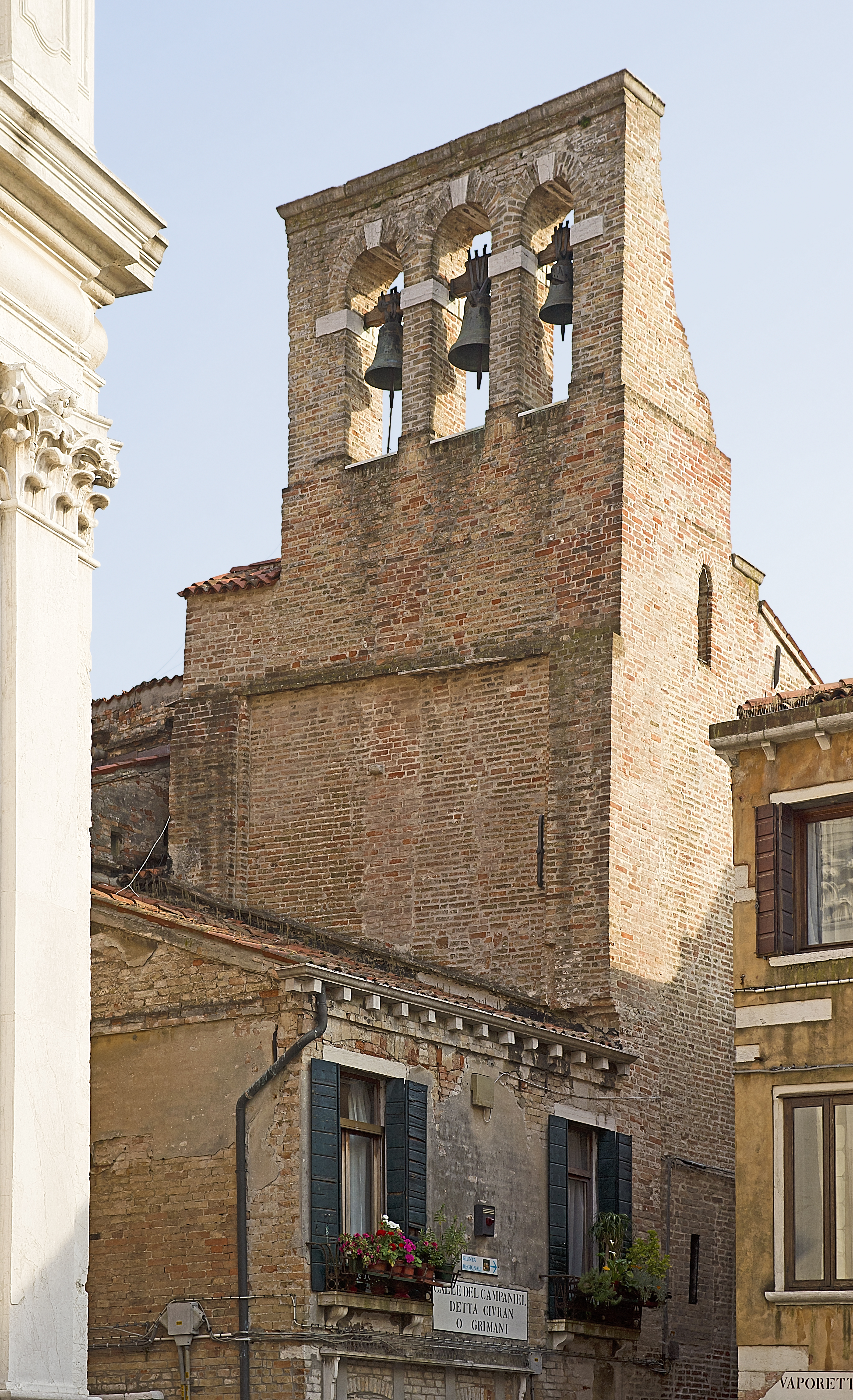
Il campanile mozzato